# Августейон

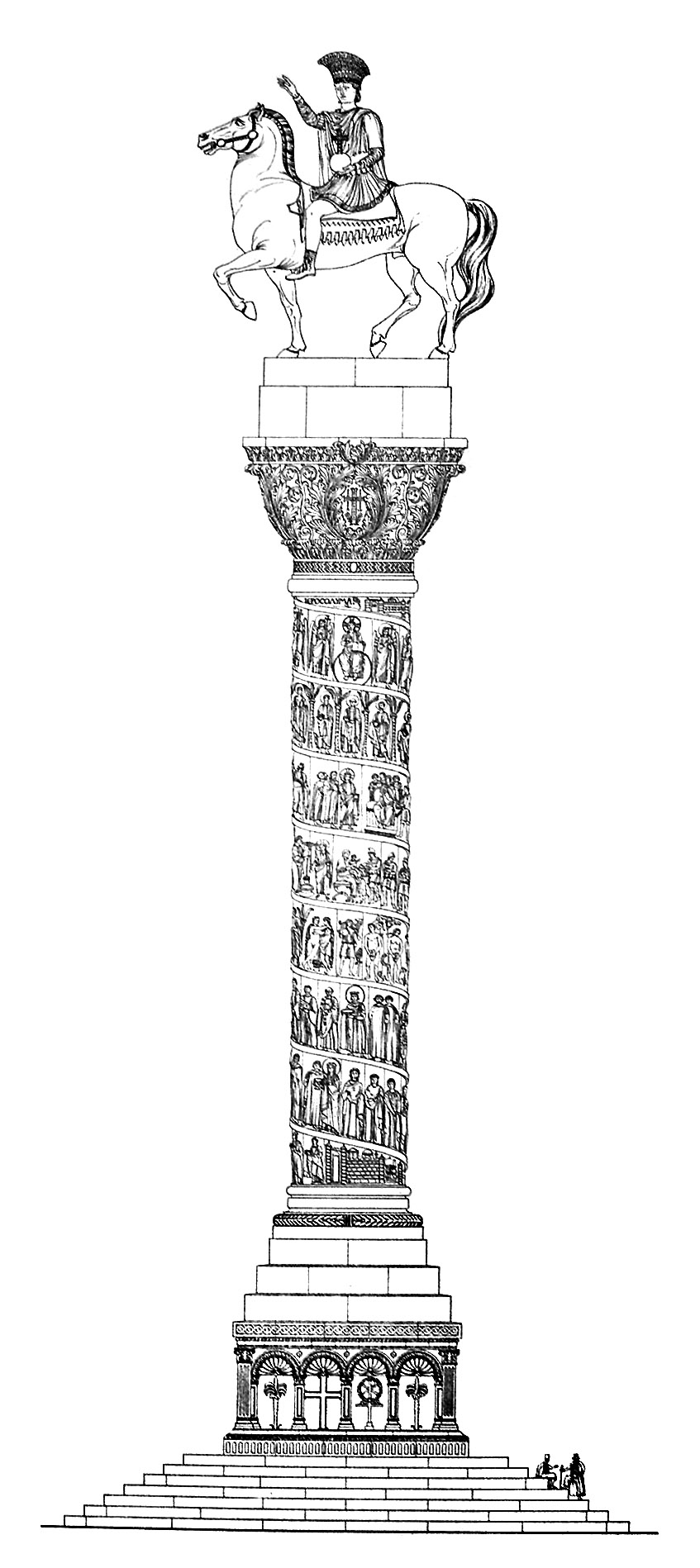
Реконструкція колони Юстиніана

Августейон (грец. Αὐγουσταῖον) — важлива церемоніальна площа перед Софійським собором в Константинополі, звідки ворота Халки вели на територію Великого імператорського палацу.

## Історія
Створений Константином Великим на місці «тетрастоона» — ринкової площі з чотирма портиками по сторонах. Назву отримав від статуї августи Олени (матері імператора), яка була встановлена на вершині колони. Перебудований імператором Левом в 459 і потім за Юстиніана після міських заворушень. Тоді замість Олени на вершину колони була піднята кінна статуя самого Юстиніана з простягнутою долонею і з державою у лівій руці. Ця колона була скинута турками в 1515.
Східний бік площі за Костянтина займав будинок сенату, перебудований після пожежі 532 року. Юстиніан прилаштував до нього портик з шістьма величезними мармуровими колонами. Історики припускають, що пізніше цей палац називався Магнаврський (ймовірно, від лат. Magna aula, «великий чертог»). Давньоруські мандрівники також згадують, що перед колоною на Августейоні були розміщені статуї варварських королів, які приносять данину Юстиніану.